# Villasor
Villasor é uma comuna italiana da região da Sardenha, na província da Sardenha do Sul, com  cerca de 7.006 habitantes. Estende-se por uma área de 86 km², tendo uma densidade populacional de 81 hab/km². Faz fronteira com Decimomannu, Decimoputzu, Monastir, Nuraminis, San Sperate, Serramanna, Vallermosa, Villacidro.

## Demografia
| Variação demográfica do município entre 1861 e 2011                               |
|                                                                                   |
| Fonte: Istituto Nazionale di Statistica (ISTAT) - Elaboração gráfica da Wikipedia |